# Nourtaï Abykaïev
 (mai 2019).
Si vous disposez d'ouvrages ou d'articles de référence ou si vous connaissez des sites web de qualité traitant du thème abordé ici, merci de compléter l'article en donnant les références utiles à sa vérifiabilité et en les liant à la section « Notes et références ».
Nourtaï Abykaïev (en kazakh : Нұртай Әбіқайұлы Әбіқаев, Nourtaï Äbiqaïouly Äbiqaïev ; en russe : Нуртай Абыкаевич Абыкаев, Nourtaï Abykaïevitch Abykaïev) est un homme politique kazakh, président du Comité de sécurité nationale du Kazakhstan. Auparavant, il était ambassadeur extraordinaire et plénipotentiaire du Kazakhstan auprès de la fédération de Russie et président du Sénat du Kazakhstan de 2004 à 2007. Il est un ami de longue date et l’assistant du président Noursoultan Nazarbaïev, et est considéré comme le chef de l’un des « clans » politiques qui composent l’élite du Kazakhstan.

## Biographie
Nourtaï Abykaïev est né le 15 mai 1947 à Jambyl, en RSS kazakhe. Après des études à l’Institut polytechnique de l'Oural, dont il sort diplômé en 1970, il effectue deux ans dans les rangs de l’Armée rouge soviétique. Il travaille ensuite comme ingénieur dans une usine de machinerie lourde à Alma-Ata (actuelle Almaty) jusqu’en 1976.
Dans les années 1980, il gravit peu à peu les échelons du parti communiste du Kazakhstan. Après l’indépendance, il officie dans l’administration présidentielle de Noursoultan Nazarbaïev avant d'être nommé ambassadeur au Royaume-Uni en 1995. Il retourne au Kazakhstan l’année suivante, et devient par la suite président du Comité de sécurité nationale du pays.
En août 1999, Abykaïev est limogé pour son rôle dans un scandale autour de la vente de vieux avions de chasse MiG à la Corée du Nord par le ministère de la défense du Kazakhstan. Plusieurs membres de son personnel sont arrêtés pour leur implication directe dans ces manœuvres commerciales. 
Toutefois, Abykaïev retrouve rapidement un rôle au sein du gouvernement. En avril 2000, il est nommé vice-ministre des affaires étrangères. Il est ensuite nommé chef de l’administration présidentielle en janvier 2002, avant de devenir président du Sénat le 10 mars 2004. Il a été réélu le 1er décembre 2005. Cependant, en janvier 2007, Abykaïev est remplacé par Kassym-Jomart Tokayev dans un contexte de grande agitation politique. Par la suite, il est nommé ambassadeur du Kazakhstan en Russie.
En août 2010, il est nommé à nouveau à la tête du Comité de sécurité nationale en remplacement d'Ädil Chaïakhmetov (en), destitué après de l’arrestation d'un fonctionnaire du Bureau du Procureur général, Mourat Moussabekov, accusé d'implication dans un projet de coup d’État. Abykaïev est également le secrétaire général du Congrès des leaders des religions mondiales et traditionnelles, une réunion de chefs religieux mondiaux organisée par le président Nazarbaïev à Astana. 
Abykaïev a fait l'objet de spéculations sur sa possible implication dans le meurtre d’Altynbek Särsenbaïouly (en). Plusieurs autres politiciens de haut niveau, y compris Nazarbaïev, ont également été accusés du meurtre à un moment donné. 